# تجاوز (فلم)
تجاوز (بالإنجليزية: Crossing Over) فيلم دراما وجريمة أمريكي كتب الفيلم وأخرجه وشارك في إنتاجه واين كرامر عام 2009. الفيلم من بطولة هاريسون فورد، راي ليوتا، جيم ستارجس، واشلي جود  وتدور أحداثه حول مجموعة شخصيات من جنسيات مختلفة وثقافات مختلفة ووضعهم كمهاجرين غير شرعيين في الولايات المتحدة، وأيضاً من يقيم هناك بصفة نظامية ولكنه لا يتكيف مع الظروف المحيطة.
صدر الفيلم إلى دور العرض الأمريكية في 27 فبراير 2009.
منح موقع قاعدة بيانات الأفلام على الإنترنت (IMDB) الفيلم درجة 6.7/ 10.
منح موقع قاعدة بيانات الأفلام العربية "السينما.كوم" الفيلم درجة 5.6/ 10.

## طاقم التمثيل
هاريسون فورد: في دور ماكس بروغان (عميل إدارة الهجرة والجمارك)
راي ليوتا: في دور كول فرانكل
أشلي جود: في دور دينيس فرانكل
جيم ستورجس: في دور جافين كوسيف
كليف كرتس: في دور حميد باراهري (عميل إدارة الهجرة والجمارك)
أليس براغا: في دور ميريا سانشيز
مارشال مانيش: في دور سانغار باراهري
أليس إيف: في دور كلير شيبارد
جاستن تشون: في دور يونغ كيم
سمر بشيل: في دور تسليمة جهانجير
ميلودي خزائي: في دور زهرة باراهري
جاكلين أوبرادور: في دور مارينا فادكار (عميلة مكتب التحقيقات الفيدرالي)
نائلة آزاد نوبور: في دور رقية جهانجير
راي فالنتين: في دور خافيير بيدرازا (عشيق زهرة باراهري)
مريك تادروس: في دور فريد باراهري (شقيق حميد وزهرة)
نينا نايابي: في دور مينو باراهري
شيلي مليل: في دور مونشي جهانجير
جامن نانثكومار: في دور أبو جهانجير
جيشا باتل: في دور جاهانارا جهانجير
ليوناردو نام: في دور كوان
تيم تشيو: في دور ستيف
ويست ليانغ: في دور مارك
جوني يونغ: في دور جاستن
ليزي كابلان: في دور مارلا
اراميس نايت: في دور خوان سانشيز 

## أحداث الفيلم
يعتني ماكس بروغان (هاريسون فورد)، العميل الخاص بمكتب التحقيقات الجنائية الدولية / تحقيقات الأمن الداخلي، بالابن الصغير للمهاجرة غير الشرعية ميريا سانشيز (أليس براغا) بعد ترحيلها، ويصطحب الصبي إلى أجداده في المكسيك. في وقت لاحق يتم العثور على المرأة ميتة بالقرب من الحدود، ويعود بروغان إلى الأجداد ليخبرهم بالأخبار السيئة.
تتقدم الفتاة ذات الخمسة عشر عاماً من بنغلاديش، تسليمة جهانجير (سمر بشيل)، بورقة في مدرستها تروج لضرورة محاولة الناس فهم خاطفي طائرات 11 سبتمبر. يبلغ مدير المدرسة هذا إلى السلطات، فيقوم عملاء مكتب التحقيقات الفيدرالي باقتحام بيت الفتاة وفي غرفتها ويطالعون مذكراتها ويجدوا لديها حسابًا على موقع إسلامي. يستنتج المحلل إن هذا يجعلها تبدو وكأنها مفجّرة انتحارية. لم يتم اتهام تسليمة بهذا، لكن يتضح أنها تقيم في الولايات المتحدة بشكل غير قانوني، حيث قدمت إلى الولايات المتحدة في سن الثالثة بينما شقيقيها الأصغر سناً هما مواطنان أمريكيان لأنهما وُلدا في البلاد. تقترح دنيس فرانكل (أشلي جود)، محامية الدفاع عن الهجرة، أنه بدلاً من ترحيل العائلة بأكملها، يمكن لتسليمة المغادرة إلى بنغلاديش مع والدتها بينما يبقى باقي أفراد الأسرة في الولايات المتحدة.
يتعرض كول فرانكل (راي ليوتا)، ضابط الهجرة، لحادث سيارة مع كلير شيبرد (أليس إيف)، الممثلة الطموحة من أستراليا. أدرك كول أن كلير مقيمة غير شرعية، وأبرم ترتيبًا معها حيث ستمارس معه الجنس غير المحدود لمدة شهرين مقابل الحصول على البطاقة الخضراء. عندما صرح كول في النهاية إنه يريد أن يترك زوجته من أجل كلير، أوضحت له أنها تحتقره وأنها تنام معه فقط للحصول على البطاقة الخضراء. في لحظة من الوضوح، أعفى كول حبيبته كلير من إكمال الشهرين وقام بالترتيبات للحصول على بطاقتها الخضراء عبر البريد. واجه مكتب المفتش العام كلير بشأن الشك في أوراق الهجرة الخاصة بها، واعترفت بالترتيب الجنسي الذي أجرته مع كول وغادرت البلاد "طواعية". تم القبض على كول بتهمة الفساد، بينما تتبنى زوجته، دينيس فرانكل (أشلي جود)، طفلة صغيرة من نيجيريا، كانت موجودة بالفعل في مركز الاحتجاز منذ 23 شهرًا.
يعمل حميد باراهري (كليف كرتس) في إدارة الهجرة والجمارك، وهو زميل ماكس بروغان، ويشعر بالقلق الشديد من شقيقته زهرة (ميلودي خزائي) التي تعاشر الرجل المتزوج خافيير بيدروزا (راي فالنتين)، وتتعرض لضغوض من عائلتها الإيرانية التي نطالبها باللتزام بالقواعد الدينية. يخطط فريد (مريك تادروس) شقيق حميد للضغط على زهرة وعشيقها، لكن الأمور تخرج عن السيطرة عندما يطلق النار عليهما، ويسارع إلى حميد، الذي يساعده في إخفاء الأدلة، ويبدأ بروغان في الشك قي تورط حميد في الحادثة.
كان خافيير بيدروزا يعمل في مكتب للنسخ ويكسب الكثير من خلال تقديم أوراق الهجرة المزيفة. وكانت كلير قد دفعت له في السابق مقابل أوراق مزورة قبل أن تقوم بترتيبها مع كول. لكن عندما قُتل خافيير، اكتشفت السلطات وثائقها بين متعلقاته، مما دفع فريق الهجرة إلى فحص قضية كلير عن كثب.
يوشك المراهق الكوري الجنوبي يونغ كيم (جاستن تشون) على التجنس مع بقية أفراد عائلته، لكنه يبدأ في التسكع مع مجموعة من أصدقاء السوء، ويشارك في النهاية في سرقة متجر صغير. يتصادف وجود حميد في نفس المتجر ويطلق الرصاص على اللصوص، ولكنه، بسبب شعوره بالذنب وتورطه في مقتل شقيقته زهرة، يطلق سراح يونغ كيم بعد مقتل بقية اللصوص.
يدعي جافين كوسيف (جيم ستورجس)، صديق كلير والموسيقي اليهودي الملحد من المملكة المتحدة، أنه يهودي متدين من أجل الحصول على وظيفة في مدرسة يهودية، مما يسمح له بالبقاء في الولايات المتحدة. يطلب منه ضابط الهجرة أن يبرهن على معرفته بالديانة اليهودية أمام حاخام يزوره لأغراض أخرى، وينشد جافين بشكل سيئ لكن الحاخام يمنحه موافقته. يطلب الحاخام من جافين، بعد الاختبار، التعاون بصوته "الرائع" في أعمال الهيكل اليهودي، والحصول على بعض الدروس منه لتعويض الخلل في معلوماته الدينية.
يحقق بروغان في مقتل زهرة باراهري وعشيقها خافيير بيدروزا. ويجد دليلًا على تورط فريد في جرائم القتل وتستر حميد. يشعر بروغان بالاشمئزاز من تصرفات الأخوين باراهري، ويقوم بتسليم الأدلة إلى قسم شرطة لوس أنجلوس التي تلقي القبض على فريد بتهمتي القتل وحميد للمشاركة والتستر.

## مشاكل إنتاج الفيلم وعرضه
عرض الفيلم في الأصل مشهدًا قتلت فيه امرأة إيرانية على يد شقيقها في جريمة شرف. وارتفعت شكاوى من أن الرواية غير واقعية ومسيئة، وهكذا تم تقديم القتل على أنه حدث بعد خروج القاتل عن نطاق السيطرة، مما أدى إلى إزالة الحوار الذي يشير إلى كلمات "الشرف" و"شرف العائلة". بالإضافة إلى ذلك، صور شون بن مشاهد كشرطي هجرة. ومع ذلك، تم استبعاد مشاهده بسبب الجدل حول مناقشة جرائم الشرف، على الرغم من أن المنتج هارفي واينستين ادعى لاحقًا أن وكيل شون بن هو من قام بطلب استبعاد مشاهده من الفيلم.
على الرغم من أن الفيلم تم تصويره في عام 2007، إلا أنه لم يتم إصداره حتى عام 2009، وحتى ذلك الحين صدر فقط في إصدار محدود إلى دور العرض. كانت مدة الفيلم الأصلي 140 دقيقة، لكن منتج الفيلم (الذي حصل بموجب العقد على امتياز القطع النهائي) كان مقتنعًا بتحرير الفيلم لمدة 113 دقيقة فقط، عندما هدد هارفي وينشتاين (صاحب شركات إنتاج وتوزيع الأفلام) بإطلاق الفيلم مباشرة على اقرص (DVD) وتجاوز النسخ الصادرة إلى دور العرض تمامًا. في العديد من البلدان خارج الولايات المتحدة، انتقل الفيلم مباشرة إلى اسطوانات (DVD) دون حذف.

## استقبال الفيلم
حقق الفيلم في النهاية أقل من 500000 دولار أمريكي في أمريكا الشمالية، وما يزيد قليلاً عن 2.5 مليون دولار أمريكي دوليًا، وبحسب ما ورد، حقق الفيلم 1.7 مليون دولار أمريكي أخرى من مبيعات أقراص (DVD) في الولايات المتحدة.
منح موقع "الطماطم الفاسدة" الفيلم تقييماً مقداره 16% بناءاً على آراء 106 ناقداً سينمائياً، وكتب إجماع نقاد الموقع: "صارخًا وقويًا في موقف يستحق المزيد من المعالجة المتعمدة، وينضم إلى شخصياته مع الصدف التي ترهق المصداقية."
منح موقع "ميتاكريتيك" الفيلم تقييماً مقداره 38% بناءاً على آراء 31 ناقداً سينمائياً.

## وصلات خارجية
https://elcinema.com/work/2044407/ تجاوز (فيلم)
https://www.imdb.com/title/tt0924129/ تجاوز (فيلم)
https://letterboxd.com/film/crossing-over/ تجاوز (فيلم)
https://www.filmaffinity.com/us/film154337.html تجاوز (فيلم)
https://www.allmovie.com/movie/crossing-over-v387817 تجاوز (فيلم)
https://www.themoviedb.org/movie/15577-crossing-over تجاوز (فيلم)
https://www.allocine.fr/film/fichefilm_gen_cfilm=127880.html تجاوز (فيلم)
https://www.blu-ray.com/movies/Crossing-Over-Blu-ray/10232/ تجاوز (فيلم)
https://www.tcm.com/tcmdb/title/662896/crossing-over#overview تجاوز (فيلم)